# Cultuur Migratie Gezondheid
Cultuur Migratie Gezondheid (CMG) was een Nederlands-Belgisch wetenschappelijk tijdschrift. Het werd opgericht door Rob van Dijk, Toon Gailly en Tinus Heijmans en verscheen van 2004 tot en met 2010 vier keer per jaar als coproductie van Pharos en Mikado. Met ingang van 2011 werd Mikado de enige uitgever, maar deze organisatie staakte de uitgave na twee nummers. In totaal verschenen er 30 afleveringen van CMG.
Het tijdschrift richtte zich op werkers in de gezondheidszorg in Nederland en Vlaanderen, die belangstelling hadden voor interculturele hulpverlening en in hun praktijk te maken hadden met patiënten met een verschillende etnische en culturele achtergrond.
De artikelen handelden over de praktijk van en het onderzoek naar interculturele hulpverlening. CMG entameerde daarover tevens discussies. Daarnaast bevatte het blad boekbesprekingen en signaleerde het nieuwe ontwikkelingen in de interculturele hulpverlening.